# Point of Arches
Pour les articles homonymes, voir Arches.
Le Point of Arches est un cap sur l'océan Pacifique du comté de Clallam, dans l'État de Washington, aux États-Unis. Protégé au sein du parc national Olympique, il est classé National Natural Landmark depuis 1971.